# Steve Corino
Steven "Steve" Eugene Corino (nascido em 29 de Maio de 1973) é um lutador de wrestling profissional canadense, o qual trabalha atualmente na Pro Wrestling ZERO1 e em numerosos circuitos independentes. Corino já conquistou o NWA World Heavyweight Championship, ECW World Heavyweight Championship e AWA World Heavyweight Championship. Corino é também o atual dono da Revolution Puroresu Wrestling e 3K Fighting Wrestlers.

## Carreira no wrestling
- Treinamento em Circuitos Independentes (1994-1998)
- Extreme Championship Wrestling (1998-2001)
- Circuitos independentes (2001-presente)
- Total Nonstop Action Wrestling (2002)
- Ring of Honor (2002-2006)
- WWE (2007)
- Abandono (2007)
- Retorno e World Wrestling Council (2007-presente)

## No wrestling
- Ataques
  - Lariat
  - Old School Bomb
  - Old School Expulsion - Inovador
  - Brainbuster
  - Cobra clutch
  - DDT
  - Diving leg drop
  - Fireman's carry scoop slam piledriver
  - Old School Kick
  - Múltiplas variações de suplex
  - Neckbreaker
  - Sitout hip toss
  - Sitout rear mat slam
  - STO
- Com C.W. Anderson
  - Island-Plex
- Managers
  - Alexis Laree
  - James J. Dillon
  - Dutch Mantel
- Foi manager de
  - Rhino
  - Tajiri
- Músicas de entrada
  - "Come with Me" de P.Diddy featuring Jimmy Page (ECW)
  - "Fire" de Scooter (MLW / ZERO1-MAX)
- Alcunhas
  - Mr. Wrestling 3" Steve Corino
  - "The King of Old School"
  - "The Old School Hero"
  - "The King of Kings"
  - "The Extreme Horseman"
  - "The Trouble King"
  - "Not Mike Toreno, Steve Corino"
  - "The King of Olsberg"

## Títulos e prêmios
- 1 Pro Wrestling
  - 1PW World Heavyweight Championship (1 vez)[1]
- Absolute Intense Wrestling
  - AIW Absolute Championship (1 vez)
- AWA Superstars of Wrestling
  - AWA Superstars World Heavyweight Championship (2 vezes)
  - AWA Superstars World Tag Team Championship (1 vez) - com Ricky Landell
- Appalachia Pro Wrestling
  - APW Heavyweight Championship (1 vez)[2]
- Blue Water Championship Wrestling
  - BWCW Heavyweight Championship (1 vez)
- Brookwood 4 Wrestling
  - B4W Heavyweight Champion (1 vez)
  - B4W North American Heavyweight Championship (1 vez)
  - B4W Hardcore Championship (1 vez)
- East Coast Wrestling Association
  - ECWA Tag Team Championship (2 vezes) - com Lance Diamond
- Eastern Shores Wrestling
  - ESW Light Heavyweight Championship (1 vez)
- Extreme Championship Wrestling
  - ECW World Heavyweight Championship (1 vez)
- Funking Conservatory
  - FC !BANG! Television Championship (1 vez)
  - FC Tag Team Championship (1 vez) - com Adam Windsor
- German Stampede Wrestling
  - GSW Heavyweight Championship (2 vezes)[3][4]
- Hawai'i Championship Wrestling
  - HCW Kekaulike Heritage Tag Team Championship (1 vez) - com Mr. Wrestling II
- Independent Wrestling Federation
  - IWF American Championship (2 vezes)
- Independent Pro Wrestling
  - IPW Heavyweight Championship (1 vez)
- Independent Pro Wrestling Alliance
  - IPWA Light Heavyweight Championship (1 vez)
  - IPWA Tag Team Championship (1 vez) - com Adam Flash
- Intercontinental Wrestling Association
  - IWA-PA Heavyweight Championship (1 vez)
- International High Powered Wrestling
  - IHPW Heavyweight Championship (1 vez)
- KYDA Pro Wrestling
  - KYDA Pro Heavyweight Championship (1 vez)
  - KYDA Pro Mid-Atlantic Championship (1 vez)
- Major League Wrestling
  - MLW World Heavyweight Championship (1 vez)[5]
- Mid-Eastern Wrestling Federation
  - MEWF Mid-Atlantic Championship (1 vez)
  - MEWF Light Heavyweight Championship (3 vezes)
  - MEWF Tag Team Championship (3 vezes) - com Jimmy Cicero
- NWA Florida
  - NWA Florida Heavyweight Championship (1 vez)[6]
  - NWA Florida Southern Heavyweight Championship (1 vez)
  - NWA World Heavyweight Championship (1 vez)
- NWA New Jersey
  - NWA United States Tag Team Championship (1 vez) - with Lance Diamond
  - NWA World Light Heavyweight Championship (New Jersey version) (1 vez)
- NWA New Jersey / New York
  - NWA New Jersey / New York Heavyweight Championship (1 vez)
- NWA Southwest
  - NWA North American Heavyweight Championship (1 vez)
- NWA 2000
  - NWA 2000 American Heritage Championship (1 vez)
  - NWA 2000 Light Heavyweight Championship (1 vez)
- Organization of Modern Extreme Grappling Arts
  - OMEGA Heavyweight Championship (1 vez)
- Pennsylvania Championship Wrestling
  - PCW Junior Heavyweight Championship (1 vez)
- Platinum Pro Wrestling
  - PPW Heavyweight Championship (1 vez, atual)
- Premier Wrestling Federation
  - PWF Universal Heavyweight Championship (4 vezes)[7][8]
  - PWF Tag Team Championship (3 vezes) - com C.W. Anderson (2)[9] e Kid America (1)
- Pro Wrestling Illustrated
  - PWI Mais Improvável Wrestler do Ano (2000)
- Pro Wrestling World-1
  - World-1 Tag Team Championship (2 vezes) - with C.W. Anderson[10]
- Pro Wrestling ZERO1
  - NWA Intercontinental Tag Team Championship]] (4 vezes, atual) - com Mike Rapada (1), C.W. Anderson (1), Yutaka Yoshie (1), e Charles Evans (1)
  - ZERO-ONE United States Heavyweight Championship (3 vezes, atual)
- Pure Wrestling Association
  - PWA Pure Wrestling Championship (1 vez)
- Southern Championship Wrestling
  - SCW Heavyweight Championship (1 vez)
  - SCW Junior Heavyweight Championship (1 vez)
- Union of Independent Professional Wrestlers
  - UIPW Union Heavyweight Championship (1 vez, atual)
- United States Championship Wrestling
  - USCW Tag Team Championship (1 vez) - com Adam Flash
- United States Extreme Wrestling
  - UXW Heavyweight Championship (1 vez)
- World Wrestling Council
  - WWC World Junior Heavyweight Championship (1 vez)